# Jazgarzew (gromada)
Jazgarzew – dawna gromada, czyli najmniejsza jednostka podziału terytorialnego Polskiej Rzeczypospolitej Ludowej w latach 1954–1972.
Gromady, z gromadzkimi radami narodowymi (GRN) jako organami władzy najniższego stopnia na wsi, funkcjonowały od reformy reorganizującej administrację wiejską przeprowadzonej jesienią 1954 do momentu ich zniesienia z dniem 1 stycznia 1973, tym samym wypierając organizację gminną w latach 1954–1972.
Gromadę Jazgarzew z siedzibą GRN w Jazgarzewie utworzono – jako jedną z 8759 gromad na obszarze Polski – w powiecie piaseczyńskim w woj. warszawskim, na mocy uchwały nr VI/10/12/54 WRN w Warszawie z dnia 5 października 1954. W skład jednostki weszły obszary dotychczasowych gromad Gołków, Jazgarzew, Łbiska, Pęchery i Wólka Kozodawska oraz wieś Jesówka z dotychczasowej gromady Jesówka ze zniesionej gminy Jazgarzew, a także obszary dotychczasowych gromad Bogatki, Bobrowiec i Grochowa ze zniesionej gminy Głosków, w tymże powiecie. Dla gromady ustalono 25 członków gromadzkiej rady narodowej.
1 stycznia 1969 do gromady Jazgarzew włączono wsie Chojnów, Orzeszyn-Pilawa i Żabieniec ze zniesionej gromady Żabieniec w tymże powiecie.
Gromada przetrwała do końca 1972 roku, czyli do kolejnej reformy gminnej.